# Прибылов, Николай Анисимович
Никола́й Ани́симович Прибыло́в (1921—2012) — советский военный лётчик, участник Великой Отечественной войны, Герой Советского Союза (1945).

## Биография
Родился 30 октября 1921 года в Туле в рабочей семье. После окончания средней школы № 49 занимался в 1940 году в местном аэроклубе.
В сентябре 1940 года стал курсантом Тамбовской авиационной школы пилотов. В начале Великой Отечественной войны школу перевели в Узбекистан. После окончания обучения весной 1943 года получил назначение в запасной авиаполк в районе Куйбышева.
В октябре 1943 года лейтенант Н. А. Прибылов прибыл в боевую часть на 3-м Украинском фронте — 672-й штурмовой авиаполк 306-й штурмовой авиадивизии 17-й воздушной армии. Летал на штурмовике «Ил-2» в качестве командира звена. Уже в декабре 1943 года получил первую государственную награду за 10 успешных вылетов — орден Красной Звезды, а в феврале 1944 года — орден Славы III степени за 20 успешных вылетов. Неоднократно представлялся к боевым наградам в течение 1944—1945 годов. В 1944 году стал кандидатом в члены ВКП(б).
За воздушные бои, проведённые в декабре 1944 года над территорией Венгрии, был представлен к высшей государственной награде. Указом Президиума Верховного Совета СССР от 29 июня 1945 года «за образцовое выполнение боевых заданий командования и проявленные при этом мужество и героизм» старшему лейтенанту Николаю Анисимовичу Прибылову присвоено звание Героя Советского Союза с вручением ордена Ленина и медали «Золотая Звезда».
Заканчивал войну вылетами на Вену.
Всего за годы Великой Отечественной войны Н. А. Прибылов совершил 218 боевых вылетов.
После окончания продолжил службу в Военно-воздушных силах на Дальнем Востоке. В запас вышел в 1948 году в звании подполковника. В том же году стал членом ВКП(б).
Работал пилотом гражданской авиации, сперва в Казахстане, потом в Воронеже. Летал на пассажирских и грузовых самолётах. Освоил не менее десяти видов самолётов. Среди перевозимых им грузов были отправлявшиеся на космодром Байконур детали ракет. В 1982 году с лётной работы перешёл в наземную службу, став диспетчером в воронежском аэропорту.
Вышел на пенсию в 1992 году. Проживал в Воронеже. 16 июня 2010 года стал почётным гражданином Воронежской области. Скончался 19 декабря 2012 года на 92-м году жизни.

## Память
В 2005 году решением администрации международного аэропорта Воронеж, где долгие годы проработал Герой, и авиакомпании «Полёт» воздушному судну Ан-24 № 46690 было присвоено имя «Николай Прибылов».
На здании школы № 49 Пролетарского района города Тулы установлена мемориальная доска, а во дворе её установлен памятник Герою Советского Союза Н. А. Прибылову.
Центр образования № 45 (бывшие школы № 18 и № 49) Пролетарского района города Тулы носит имя Героя Советского Союза Н. А. Прибылова.